# بوبر عسل‌یاب
بوبر عسل‌یاب (نام علمی: Baeopogon indicator) نام یک گونه از سرده بوبرهای ریش‌کوتاه است.